# Goodbye, Norma Jean
Goodbye, Norma Jean é um telefilme estadunidense de 1976 dirigido por Larry Buchanan, estrelando Misty Rowe no papel de Marilyn Monroe.

## Elenco
- Misty Rowe ... Norma Jean Baker
- Terence Locke ... Ralph Johnson
- Patch Mackenzie ... Ruth Latimer
- Preston Hanson ... Hal James
- Marty Zagon ... Irving Oblach
- Andre Philippe ... Sam Dunn
- Adele Claire ... Beverly
- Sal Ponti ... Randy Palmer
- Paula Mitchell ... Cynthia Palmer
- Jean Sarah Frost ... Ethel
- Lilyan McBride ... dona de casa
- Burr Middleton ... fotógrafo
- Stuart Lancaster ... George
- Ivy Bethune ... Ruby Kirshner
- Robert Gribbon ... Terry